# Comte de Ross

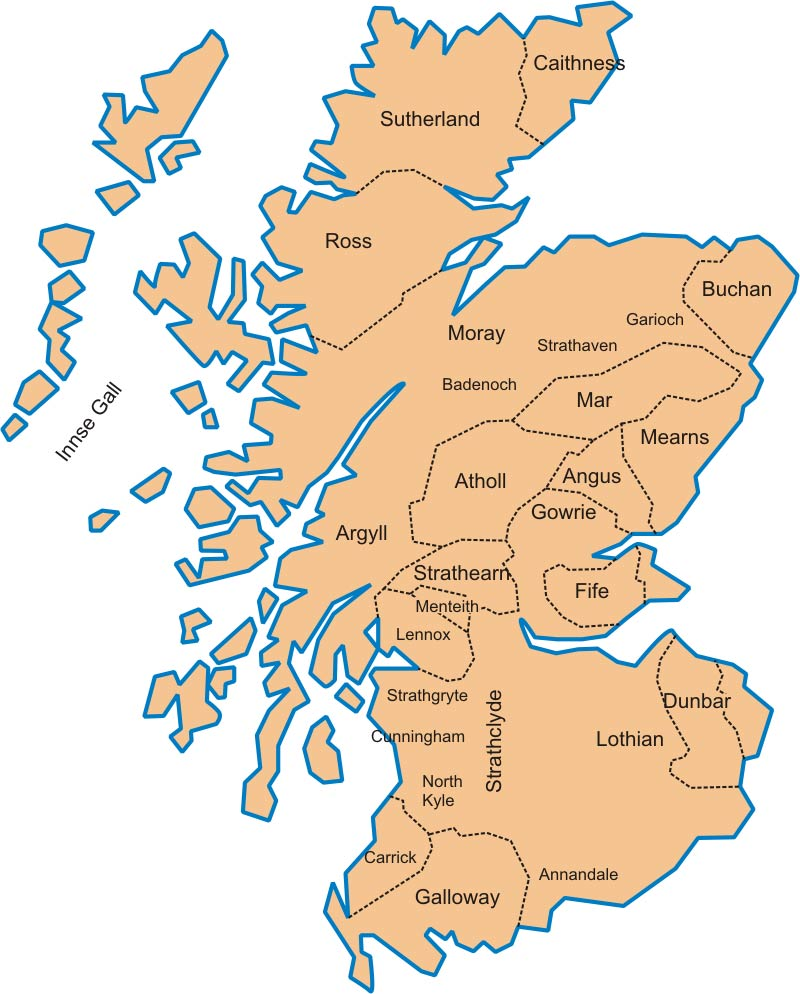
Carte des principales seigneuries d'Écosse vers 1230.

Le Mormaer puis comte de Ross était le chef d'une importante seigneurie du nord de l'Écosse médiévale, située entre les cours de la rivière Oykel et la rivière Beauly, soit le comté d'Écosse de 1889 de Ross and Cromarty, et correspondant plus ou moins à la région géographique de Ross.

## Historique
Initialement le comté de Ross, dont le nom signifie en gaélique « cap », correspondait au territoire de l'est du Ross actuel, limité par le Dornoch Firth et le Cromarty Firth, i.e. la péninsule de Tarbat. Il comprenait les paroisses de Kiltearn (c'est-à-dire la moderne Evanton) et Alness. Le premier personnage connu portant le titre de mormaer ou comte de Ross est le rebelle MacHeth († 1168). Il est investi par le roi Malcolm IV d'Écosse, lors d'une réconciliation en 1157, après plus de vingt ans de captivité.
La véritable fondation du comté de Ross est toutefois liée à Farquhar Mac Taggart (gaélique écossais : Farquhar Mac-an-t-Sagairt, qui a longtemps été traduit par « le fils du prêtre »). William Forbes Skene estimait qu'il était le descendant des abbés laïcs de l'ancien monastère gael d'Applecross , fondé par Maol Rubha. S'il est lié à un lien avec l'église, il est plus probable que ce soit avec le sanctuaire de saint Duthac près de Tain.
Fearchar Mac Taggart obtient le titre de comte de Ross du roi Alexandre II entre 1221 et 1226. Il s'était en effet illustré en mettant fin aux rébellions des prétendants au trône MacHeth puis ceux de la famille de Donald MacWilliam († 1187). Le 19 juin 1215, il défait son fils Domnall Ban MacWilliam et envoie sa tête coupée au roi. En 1230, il tue le nouveau prétendant Gilleasbuig MacWilliam (anglais : Gillescop) et extermine toute sa famille en faisant exécuter en public sa fille encore enfant sur la place du marché de Forfar.
Son fils et successeur porte le nom royal de William (I) (gaélique : Uilleam). Il développe son fief aux dépens des féodaux de l'ouest, vassaux du royaume de Norvège, notamment lors de son expédition de 1262 dans les Hébrides qui sera le prétexte occasionnel de la Guerre écosso-norvégienne.
Le comte Hugues de Ross épouse, en 1308, Matilda (ou Maud), une sœur du roi Robert Bruce. Il est tué le 19 juillet 1333 lors de bataille de Halidon Hill. La lignée aînée s'éteint avec William (III) (Uilleam) († 27 février 1372). Ce William avait essayé de faire de son demi-frère cadet Hugues de Balnagown son héritier, mais le roi David II d'Écosse en avait décidé autrement en mariant, avant 1366, sa fille Euphémie à Sir Walter Leslie († 1382), un des principaux royalistes. Le roi le força à rendre son comté et la seigneurie de Skye de façon qu'il puisse lui redonner avec des conditions qui permettaient à Euphémie et Leslie de succéder. À sa mort, sa fille Euphémia lui succède. Elle utilise généralement la dénomination « Lady of Ross », et son mari « Lord of Ross », à part une fois où elle se désigne comme comtesse de Ross.
Après la mort de William (III), comte de Ross, son demi-frère cadet Hugues (gaélique : Aodh) de Rarichies, seigneur de Balnagown (ou Balnagowan) prend la tête du clan Ross. Il est l'ancêtre des « Ross de Balnagowan » qui seront la principale famille du clan durant trois siècles.
Euphénie et Walter Leslie ont deux enfants, Alexandre et Mary (ou Mariota). Après la mort de son mari, Euphémie épouse Alexandre Stuart, qui devient copropriétaire de ses terres. Stuart n'est pas fait comte de Ross, mais à la place devient comte de Buchan. Ils divorcent en 1392, et Euphémie reprend possession de son patrimoine.
À sa mort, avant 1399, son fils Alexandre Leslie († 1402), lui succède. À la mort de ce dernier, il ne laisse qu'une fille, Euphémie II de Ross. C'est son grand-père maternel Robert Stuart, 1er duc d'Albany, qui est alors son tuteur. Après 1415, ce dernier la convainc de transmettre ses terres à son fils John Stuart, 3e comte de Buchan, et de se retirer dans un couvent. Mais cette situation est dénoncée par Donald, seigneur des Îles, qui avait épousé Marie (ou Mariota) Leslie, la sœur du précédent comte.
Ensuite lors d'une nouvelle union le comté de Ross est provisoirement inclus dans le patrimoine des Seigneur des Îles du Clan Macdonald jusque ce qu'il soit confisqué en 1476 et intégré dans les domaines royale des Suart. Le titre reste attaché à la famille royale jusqu'au 23 janvier 1481, date a laquelle il est conféré James Stewart, duc de Ross, le second fils du roi Jacques III d'Écosse qui est simultanément crée Lord Ardmannoch et Lord Brechin & Navar. Le comté est ensuite érigé en duché.
La 4e création est faite le 20 mai 1565 en faveur de Henri Stuart l'époux de la reine Marie Ire, qui est lui aussi créé simultanément Lord Ardmannoch. Peu après le 20 juillet 1565, il reçoit également le titre de Duc d'Albany. Après son meurtre, le titre échoit à son jeune fils le roi futur roi Jacques VI d'Écosse, lors de son accession au trône quelques mois plus tard le comté se trouve une nouvelle fois confondu avec le domaine royal.
Lors de la nomination de son fils Charles comme duc d'Albany le 23 janvier 1600, celui-ci est également investi des titres subsidiaires de Marquis d'Ormonde, Comte de Ross et Lord Ardmannoch. Lorsqu'il est couronné roi sous le nom de Charles Ier le titre retourne de nouveau à la couronne britannique.

## Liste des mormaers et comtes de Ross

### Premiers mormaers et comtes
- 1157-1168 : Máel Coluim MacHeth († 1168), le comté est repris à sa mort ;

### Création de 1221/26
- 1221/26-v.1251 : Farquhar Mac Taggart († vers 1251) ;
- 1249-1274 : Uilleam (I) (William) († mai 1274), son fils ;
- 1274-1323 : Uilleam (II) (William) († 28 janvier 1323), son fils ;
- 1323-1333 : Hugues de Ross († 1333), son fils ;
- 1333-1372 : Uilleam (III) (William) († 1372), seigneur de Skye, son fils ;
- 1372-av.1399 : Euphémie Ire († avant 1399), sa fille ;
  - épouse en 1365 : Walter Leslie († 1382), seigneur de Ross ;
- av.1399-1402 : Alexandre Leslie († 1402), leur fils ;
- 1402-1415 : Euphémie (II) († vers 1424), sa fille, renonce en 1415 en faveur de :
- 1415-1424 : John Stuart († 1424), 3e comte de Buchan
- Marie ou Mariota († vers 1436), sœur d'Alexandre Leslie († 1402), comte Ross ;
  - épouse de Domhnall d'Islay, seigneur des Îles, qui revendique le comté de jure uxoris.
- av.1437-1449 : Alexandre d'Islay († 1449), leur fils ;
- 1449-1474 : John d'Islay (v.1434-1503), son fils. Ses terres et titres sont confisqués en 1476.

### Création de 1481
- 1481-1504 : James Stewart (1476-1504), duc de Ross en 1488.

### Création de 1565
- 1565-1567 : Henry Stuart (1545/46-1567), ensuite duc d'Albany et roi consort d'Écosse ;
- 1567: James Stuart (1566-1625), devient roi en 1567.

### Création de 1600
- 1600-1625 : Charles Stuart (1600-1649), créé duc d'Albany avec les titres subsidiaires de comte de Ross et marquis d'Ormonde.

### Sources
- (en) Cet article est partiellement ou en totalité issu de l’article de Wikipédia en anglais intitulé « Earl of Ross » (voir la liste des auteurs), édition du 10 mai 2011.
- (en) Michael Brown The Wars of Scotland 1214-1371 E.U.P (Edinburgh 2004)  (ISBN 0-7486-1238-6).
- (en) Richard Oram Domination and Lordship. Scotland 1070-1230 E.U.P (Edinburgh 2011)  (ISBN 978-0-7486-1497-4).
- (en) John L. Roberts  Lost Kingdoms. Celtic Scotland and the Middle Ages E.U.P (Edinburgh 1997)  (ISBN 0-7486-0910-5).
- (en) Steve Boardman & Alasdair Ross (sous la direction de), The exercice of power in Medieval Scotland c.1200-1500, Dublin, Four Courts Press, 2003 (ISBN 9-781851-827497), p. 23-45 R. Andrew McDonald: Old and new in the North: Ferchard Maccintsacairt and the early earls of Ross, c.1200-1274.